# Unieux
Unieux est une commune française située dans le département de la Loire, en région Auvergne-Rhône-Alpes, en banlieue de l'unité urbaine de Saint-Étienne.

## Géographie
Aux portes des gorges de la Loire, au bord du plan d'eau du barrage de Grangent, la commune bénéficie de la présence de la réserve naturelle régionale des gorges de la Loire, qui couvre une superficie de 320 hectares.
Unieux est situé dans la vallée de l'Ondaine, à 3 km de Firminy, 16 km de Saint-Étienne et 74 km de Lyon.
La superficie de la commune est de 8,58 km2 ; son altitude varie de 421  à   660 mètres.
|                         | Saint-Étienne |                  |
| Çaloire                 | Unieux        | Roche-la-Molière |
| Saint-Paul-en-Cornillon | Fraisses      | Firminy          |

### Voies routières
La ville est desservie par la route départementale 3 en direction de Firminy, Roche-la-Molière et Saint-Bonnet-le-Château.
Elle est aussi desservie par la D 25 qui part de l'intersection avec la D 3 située à la Croix de Marlet (lieu-dit entre Roche-la-Molière et Firminy appartenant à la commune d'Unieux).

### Transport ferroviaire
Unieux possède une gare sur le territoire de la commune de Fraisses, la Gare de Fraisses - Unieux grâce à la ligne 10 des TER Rhône-Alpes entre Lyon, Saint-Étienne et Le Puy-en-Velay.

### Transport en commun
Unieux est desservie par la Société de transports de l'agglomération stéphanoise (STAS) grâce aux lignes 30, 31, 32 et 34.

### Climat
Pour des articles plus généraux, voir Climat d'Auvergne-Rhône-Alpes et Climat de la Loire.
En 2010, le climat de la commune est de type climat océanique dégradé des plaines du Centre et du Nord, selon une étude du Centre national de la recherche scientifique s'appuyant sur une série de données couvrant la période 1971-2000. En 2020, Météo-France publie une typologie des climats de la France métropolitaine dans laquelle la commune est exposée à un climat de montagne ou de marges de montagne et est dans la région climatique  Nord-est du Massif Central, caractérisée par une pluviométrie annuelle de 800 à 1 200 mm, bien répartie dans l’année. 
Pour la période 1971-2000, la température annuelle moyenne est de 10,6 °C, avec une amplitude thermique annuelle de 16,8 °C. Le cumul annuel moyen de précipitations est de 704 mm, avec 8 jours de précipitations en janvier et 6,2 jours en juillet. Pour la période 1991-2020, la température moyenne annuelle observée sur la station météorologique de Météo-France la plus proche, « Saint-Étienne », sur la commune de Saint-Étienne à 11 km à vol d'oiseau, est de 11,4 °C et le cumul annuel moyen de précipitations est de 793,9 mm,. Pour l'avenir, les paramètres climatiques de la commune estimés pour 2050 selon différents scénarios d'émission de gaz à effet de serre sont consultables sur un site dédié publié par Météo-France en novembre 2022.

## Urbanisme

### Typologie
Au 1er janvier 2024, Unieux est catégorisée centre urbain intermédiaire, selon la nouvelle grille communale de densité à sept niveaux définie par l'Insee en 2022.
Elle appartient à l'unité urbaine de Saint-Étienne, une agglomération inter-départementale regroupant 32  communes, dont elle est une commune de la banlieue,,. Par ailleurs la commune fait partie de l'aire d'attraction de Saint-Étienne, dont elle est une commune de la couronne,. Cette aire, qui regroupe 105 communes, est catégorisée dans les aires de 200 000 à moins de 700 000 habitants,.

## Histoire
Le village d'Unieux est devenu une commune à la Révolution en 1794, par démembrement de la paroisse de Firminy mais jusqu’en 1830, c'est la ville de Firminy qui s'occupe de l'administration pour Unieux. La première séance du conseil municipal a lieu le 18 novembre 1831 et Jean Pepier est élu maire. Mais le premier maire d'Unieux, appelé « agent municipal », était Barthélémy Gachet, élu en 1794.
Les cérémonies religieuses se déroulent à Firminy jusqu'en 1830, date à laquelle l'église du bourg est achevée. En effet les paroissiens d'Unieux, refusant de participer aux frais de restauration de l'église de Firminy, entreprirent la construction de leur propre lieu de culte. En 1830, le cimetière d'Unieux est créé, puis dans les années qui suivent, il est régulièrement agrandi.
La mairie-école fut construite en 1852.
Grâce à l'industrie du fer, des martinets, forges et clouteries sont installés sur les biefs de l'Ondaine dès le début du XVIIe siècle.
En 1829 : création des Forges d'Unieux par Jacob Holtzer (aciers corroyés) au bord de l'Ondaine.
Le bureau de poste est construit le 4 juin 1886, proche voisin de l'usine Holtzer.
Unieux possède une gare mise en service en 1883, le bâtiment voyageurs a été démoli, elle est devenue la halte ferroviaire SNCF de Fraisses - Unieux.

### Toponymie
Le nom de la localité est attesté sous la forme Huniaco en 1361, Ugnyeux en 1534,.
Il s'agit d'un nom de domaine gallo-roman en -(i)-acum, suffixe d'origine gauloise caractérisant un lieu et par extension une propriété. L'évolution phonétique locale de ce suffixe a abouti à la finale -(i)eu(x), terminant de nombreux toponymes de la région. Le premier élément est un nom de personne germanique Huno, ou Unno,.

## Politique et administration

### Liste des maires
| Période                                  | Période       | Identité            | Étiquette | Qualité                                                 |
| ---------------------------------------- | ------------- | ------------------- | --------- | ------------------------------------------------------- |
| 1945                                     | mars 1977     | Charles Crouzet     | PCF       |                                                         |
| mars 1977                                | 1985          | Pierre Fressonnet   | PCF       |                                                         |
| 1985                                     | mars 1989     | Noel Thiebaud       | PCF       |                                                         |
| mars 1989                                | juin 1995     | Marcel Doutre       |           |                                                         |
| juin 1995                                | décembre 1996 | Noel Thiebaud       | PCF       |                                                         |
| décembre 1996                            | mars 2008     | Marcel Doutre       | UMP       |                                                         |
| mars 2008                                | En cours      | Christophe Faverjon | PCF       | Secretaire départemental du PCF de la Loire depuis 2018 |
| Les données manquantes sont à compléter. |               |                     |           |                                                         |

## Démographie
En 2022 , la commune comptait 8 495 habitants. L'évolution du nombre d'habitants est connue à travers les recensements de la population effectués dans la commune depuis 1793. Une réforme du mode de recensement permet à l'Insee de publier annuellement les populations légales des communes à partir de 2006. Pour Unieux, commune de moins de 10 000 habitants, les recensements ont lieu tous les cinq ans, les populations légales intermédiaires sont quant à elles estimées par calcul. Les populations légales des années 2008, 2013, 2018 correspondent à des recensements exhaustifs.
| 1793 | 1800 | 1806 | 1821  | 1831  | 1836  | 1841  | 1846  | 1851  |
| ---- | ---- | ---- | ----- | ----- | ----- | ----- | ----- | ----- |
| 923  | 739  | 883  | 1 048 | 1 429 | 1 490 | 1 472 | 1 607 | 1 682 |

| 1856  | 1861  | 1866  | 1872  | 1876  | 1881  | 1886  | 1891  | 1896  |
| ----- | ----- | ----- | ----- | ----- | ----- | ----- | ----- | ----- |
| 1 952 | 2 414 | 3 235 | 3 203 | 3 441 | 3 850 | 4 005 | 4 150 | 4 377 |

| 1901  | 1906  | 1911  | 1921  | 1926  | 1931  | 1936  | 1946  | 1954  |
| ----- | ----- | ----- | ----- | ----- | ----- | ----- | ----- | ----- |
| 4 809 | 5 096 | 5 187 | 5 617 | 5 881 | 5 914 | 5 650 | 5 847 | 6 894 |

| 1962  | 1968  | 1975  | 1982  | 1990  | 1999  | 2006  | 2008  | 2013  |
| ----- | ----- | ----- | ----- | ----- | ----- | ----- | ----- | ----- |
| 7 718 | 8 428 | 9 092 | 8 265 | 8 064 | 8 339 | 8 467 | 8 504 | 8 821 |

| 2018  | 2022  | - | - | - | - | - | - | - |
| ----- | ----- | - | - | - | - | - | - | - |
| 8 408 | 8 495 | - | - | - | - | - | - | - |

## Culture locale et patrimoine

### Lieux et monuments
- Pont du Pertuiset, élément architectural significatif des gorges de la Loire.
- La commune est traversée par la rivière Ondaine et son affluent l'Égotay.
- Réserve naturelle régionale des gorges de la Loire.
- Église Saint-Thomas-d'Aquin d'Unieux.
- Église Notre-Dame-de-Nazareth d'Unieux.
- Église Saint-Paul sur l'Ondaine de Côte-Quart.

### Héraldique
|  | Les armoiries de Unieux se blasonnent ainsi : D'azur au chevron de gueules, chargé d'une faucille d'or et bordé d'argent, accompagné en chef de deux gerbes de blé d'or liées de gueules et en pointe d'un marteau pilon d'or posé sur une terrasse alésée du même, l'enclume sommée d'un lingot de gueules. |

## Activités et loisirs
La commune d'Unieux étant située au bord des gorges de la Loire, de nombreuses activités sportives sont à disposition : canoë-kayak, escalade...
Unieux accueille une auberge de jeunesse.
Unieux est jumelée avec la ville de Mineo en Sicile Centrale.

## Personnalités liées à la commune
Jacob Holtzer (1802-1862), important industriel du bassin de Firminy, a été maire d'Unieux ainsi que son gendre Pierre-Frédéric Dorian et Paul Ménard-Dorian. Il est mort à Unieux.